# Henripolis
Henripolis est un projet non réalisé de ville nouvelle idéale prévue en 1625 dans la principauté de Neuchâtel. Elle est nommée d'après Henri II d'Orléans-Longueville, prince souverain de Neuchâtel.

## Élaboration du projet et situation

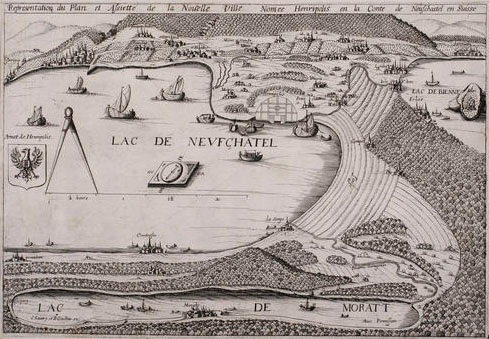
Plan de la partie orientale du lac de Neuchâtel montrant Henripolis sur la rive nord-ouest (1626).

En 1625, sur une proposition du conseiller d'État Jean Hory, le prince souverain de Neuchâtel Henri II d'Orléans-Longueville accorde au gouvernement neuchâtelois une concession pour la construction d'une ville nouvelle sur la rive du lac de Neuchâtel, entre Marin et Epagnier. La ville se situerait à l'embouchure de la Thièle à moins de dix kilomètres de Neuchâtel. Les buts du projet sont de récupérer le pouvoir acquis par la ville et la bourgeoisie de Neuchâtel, d'affaiblir leurs liens avec Berne et d'établir un lieu de commerce permettant de rapporter de l'argent au prince. Au milieu d'une Europe déchirée par la guerre de Trente Ans, Henripolis serait reliée à la mer du Nord via la Thièle, l'Aar et le Rhin et, à un jour de voyage par terre, le Léman et le Rhône permettent d'atteindre la mer Méditerranée. Henri II signe la charte fondatrice de Henripolis le 24 juin 1625,,. Gasparus Scherer, de Saint-Gall, prêt à participer financièrement à la construction, et Bonifacius Iselin, de Bâle, qui représente une société financière néerlandaise, obtiennent le droit de diriger la ville,. Les habitants bénéficieraient de la liberté religieuse et de commerce et la ville aurait le droit de percevoir des douanes et des impôts.

## Urbanisme

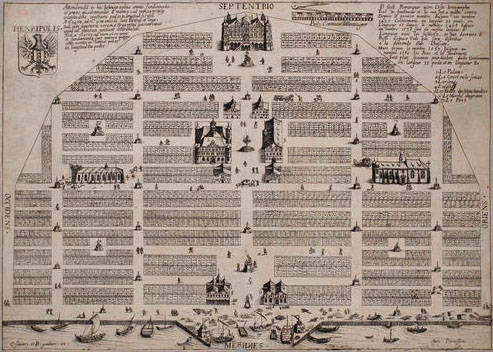
Plan de la ville (1626).

La construction de Henripolis est prévue en demi-cercle polygonal sur une surface de 54 hectares parcourue de rues orthogonales. La ville est divisée en 1650 parcelles de taille à peu près égales. L'artère principale nord-sud relie le palais au port. Le tribunal et la prison se trouvent au centre et deux églises sont situées à l'est et à l'ouest. La ville pourrait accueillir 13 000 habitants alors que Berne en compte à la même époque 10 000.

## Abandon du projet
La ville n'est pas construite car le capital nécessaire n'est pas réuni et parce que Jean Hory, qui effectue la promotion du projet, n'arrive pas à trouver assez de propriétaires prêts à vendre leurs terres ni de nouveaux habitants potentiels. De plus les villes de Neuchâtel et Berne ne souhaite pas qu'une ville potentiellement rivale se développe dans la région,.